# Paulino Monsalve Ballesteros
Paulino Monsalve Ballesteros   (Madrid, 30 d'octubre de 1958 - 12 d'abril de 2024) va ser un jugador d'hoquei sobre herba madrileny, guanyador d'una medalla olímpica. Membre del Club de Campo de la ciutat de Madrid va participar, als 21 anys, als Jocs Olímpics d'Estiu de 1980 a Moscou, on va guanyar la medalla de plata en la competició masculina d'hoquei sobre herba representant la selecció espanyola.